# 汾酒
汾酒，一種中國燒酒，為高粱酒，以高粱為主要製酒原料。是山西省汾阳市杏花村的大曲清香型白酒，以清澈干净、幽雅纯正、绵甜味长即色香味三绝著称于世。是四大名酒之首。“汾酒”注册商标由山西杏花村汾酒厂持有。

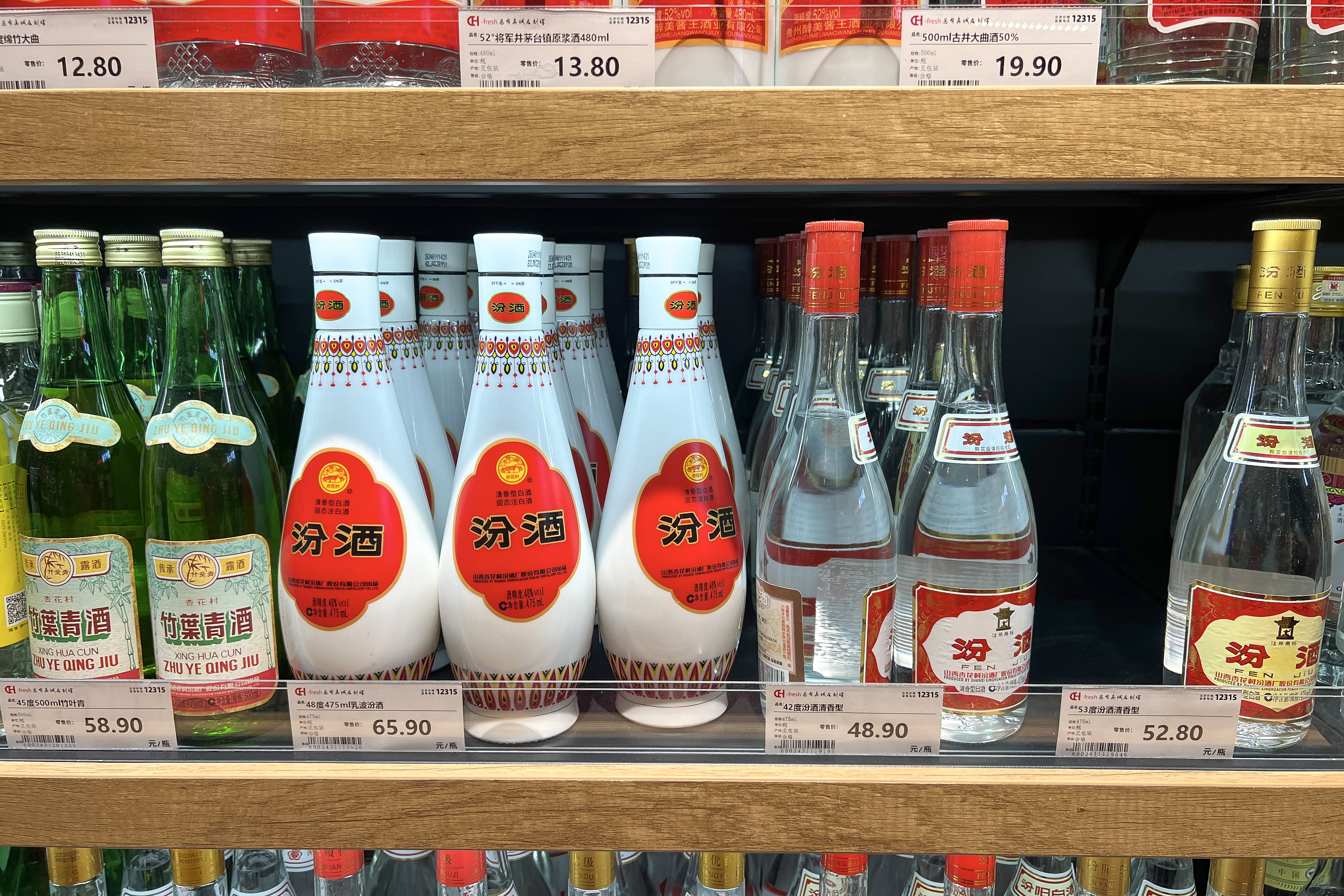
俗称“玻汾”的玻璃瓶装汾酒，左侧为同由汾酒集团出品的竹叶青酒

汾酒是四大名酒之首，拥有古老的历史，汾酒名字产生的具体时间无从考证，不过可确知的是，迟至明初便已使用汾酒作为此种清香型蒸馏酒的正式名称。汾酒早在明清之际大盛。並在1915年获得巴拿马万国博览会一等优胜金质奖章，1918年获中华国货展览会金质奖，1922年参加南洋劝业会赛获一等奖，1934年获山东国货陈列馆特等金奖，1935年、1936年蝉联全国铁路沿线出产货物品展览会特等金奖，在1952年的第一届全国评酒会上入选四大白酒（亦为八大名酒之一），並在以后的二三四五届全国评酒会上均获得名酒称号。1992年获法国巴黎国际名优酒展评会特别金奖。

## 出产者
汾酒产于山西省境内吕梁山东岳，其产地在历史上一直集中于今山西省汾阳市杏花村镇。作为中国白酒类的名酒，山西汾酒可以说是中国历史上最早的名酒。
中华民国前期，杏花村出产汾酒的作坊极多，而经过民国4年（公元1915年）以义泉泳（原宝泉益）酒坊的改组整顿，使之有能力并购了杏花村其他酒作坊德厚成和崇盛永，并统一了杏花村的酒业制造。义泉泳出品的汾酒在1915年获得了巴拿马万国博览会一等优胜金质奖章。
民国21年（公元1932年），义泉泳以9600银元的价格全部转卖给晋裕汾酒有限公司，使得汾酒生产进入公司化经营时代。国营杏花村汾酒厂于1949年成立，后改组为现在的山西杏花村汾酒厂股份有限公司。

## 制作

### 原料
当代汾酒选用晋中平原“一把抓高粱”为原料，使用用大麦、豌豆制成的“青曲”为糖化发酵剂。

### 工艺
汾酒采用传统的“清蒸二次清”、地缸、固态、分离发酵法。所用原料和辅料分别用蒸汽常压清蒸，然后使用。一般原料蒸煮后，加曲放入陶缸中发酵28天，再取出蒸馏，把蒸过的醅再加曲发酵28天，再蒸馏，充分利用了原料中的淀粉，然后把酒糟作为饲料。
1. 原料破碎：把高粱和大曲分别进行破碎，每粒高粱破碎成4～8瓣，细粉不超过后20%，大曲破碎成豌豆或绿豆般大小。
2. 润糁：破碎后的高粱称为红糁，在蒸料前加原料量55～62%的热水（水温80℃左右）。拌匀后堆积18～20小时，並在面层进行覆盖，在堆积润糁过程中翻动2～3，品温可升高达45～50℃。
3. 蒸料：使用活甑桶，先煮沸锅底水，然后均匀撒入润料的红糁，边上气边上料，待蒸汽上匀（或称圆气）后，泼上原料量3%的热水（水温60℃）以促进糊化，然后加盖蒸料80分钟，红糁上面可覆盖辅料同时清蒸。红糁经过蒸煮要求“熟而不粘、内无生心、有高粱糁香味、无异臭味”。
4. 晾渣：蒸后趁热取出红糁，堆成当条形，泼入原料量28～29%的冷水（18～20℃井水），立即翻拌，使高粱充分吸水，再进行通风晾渣，冬季要求品温降到20～30℃，夏秋季要求品温降到室温。
5. 加曲：晾渣后加入高粱原料量9～11%的大曲粉，加曲温度20～25℃，拌匀下缸发酵。
6. 发酵：采用陶缸作发酵容器，陶缸埋入地下，大渣入缸时品温控制在10～16℃，夏季则越低越好，入缸时水分为52～53%，缸顶用石板盖紧，并用清蒸后的小米壳封口，再加上稻壳保温。发酵时要求前期升温缓慢，中期保持一定高温，后期缓慢降落，掌握“前缓、中挺、后缓落”的发酵规律。发酵期为28天。
7. 出缸蒸酒：发酵28天后，把成熟酒醅挖出，加入原料量22～25%的辅料（穀糠），拌匀装甑蒸馏。装甑要求“轻、鬆、薄、匀、缓”，缓汽蒸酒，蒸酒快结束时，加大蒸汽追尾。控制流酒速度3～4公斤/分钟，流酒温度控制在25～30℃，並在接酒时做到截头去尾，每甑截取酒头1公斤，酒度在75%以上，酒头回缸发酵。当流酒的酒度达30%时，应该去尾，另行分装，待下次蒸酒时回入甑底重新蒸馏。
8. 入缸再发酵，为了充分利用原料中的淀粉，大渣酒醅蒸完后，再加曲发酵一次，叫做二渣，二渣的操作基本上和大渣相似。
9. 贮存勾兑：蒸得的原酒接大渣，二渣不同分别贮存瓷罐中，存放3年，出厂时按大渣、二渣原酒适当的比例混合进行勾兑，然后作为成品出厂。

杏花村汾酒的酿制技艺是国家级非物质文化遗产。

## 历史

### 前蒸馏酒时代
1982年吉林大学考古系与山西省考古研究所组成的山西晋中考古队对汾阳县杏花村遗址进行的系统发掘，获得大量文物，从而将杏花村的酒酿造史上溯到6000多年前。杏花村遗址在的杏花镇东堡村东北方向，面积约15万平方米。根据获得的层次关系及对其内涵的分析，考古上将其堆积形成分为八个阶段，分别属于仰韶文化、龙山文化、夏、商文化时期。其中第一、二阶段属于大约6000年前的仰韶文化中晚期，在出土的器物中，除了大量的陶质罐、盆、瓶、壶、盖、碗、刀等生活用具外，还令人惊叹地出现了小口尖底瓮，其外形整体成流线型，小口尖底、鼓腹、短颈、腹侧有双耳、腹部饰线纹。根据酿酒专家包启安研究：“小口尖底瓮实是酿酒发酵容器。”“原始先民在同一个小口尖底瓮中利用谷物发酵成酒，然后澄清、饮用。”小口尖底瓮不仅在中國出土，古巴比伦和古埃及酿造麦酒(啤酒)或葡萄酒时也使用过与中國出土的同型小口尖底瓮。“‘酒’字是酿酒容器的象征，甲骨文和钟鼎文中的‘酒’字几乎都是小口尖底瓮，即为早期酿酒器的证明。古巴比伦舒麦尔酒的象形文字，也是小口尖底瓮形象。”“实际上，这种小口尖底瓮的分布很广，晋西南地区和陕西、河北的仰韶文化遗址中均有出土。”杏花村遗址酿酒容器的出土表明，中国在6000年前的仰韶文化中期已经发明了人工谷物酒。杏花村仰韶酒器也是中国乃至世界上所发现的最古老的酒器之一。另在该遗址第三、四、五、六阶段，分别出土了仰韶文化晚期(相当于仪狄造酒时期)、龙山文化早期和晚期(相当于杜康造酒时期)以及夏代的器具，其中酒器品种和数量越来越多，除发酵容器小口底瓮外，还有浸泡酒料的泥质大口瓮，蒸熟酿酒用粮的甑、鬲等，盛酒器壶、樽、彩陶、罐以及温洒器等。在第七、八阶段的商代器物中，酿酒器、盛酒器品种、数量显著增多，而且出现了商代早期(约4000年前)的饮酒器玄纹铜爵（这只爵和3件盛酒器彩陶罐现存汾酒博物馆）。这些器物制作精美，色彩鲜艳，纹饰秀丽，工艺水平已较前几个阶段有了显著提高。
按照现代学者推算，杏花村在仰韶文化时期的的酒类为谷物酿造的水酒，商周时代的酒为黄酒。

汾酒（汾清）作为酒名在正史中首次出现于《北齐书》卷十一：“初，孝瑜养于神武宫中，与武成同年相爱。将诛杨谙等，孝瑜于其谋。乃武成即位。礼遇特隆。帝在晋阳，手敕之曰：，‘吾饮汾清二杯，劝汝于邺酌两杯。’其亲爱如此。”可见此时汾阳出产的汾清（汾酒）已成为皇室享用的名酒。

汾阳地区出土的魏晋南北朝时期的酒具比较丰富，现存于汾酒博物馆中的陶瓷酒器有：北魏长颈彩陶壶(826)、北齐虾青釉四系酒罐(64)、北齐灰青釉四系圆腹罐(156)、北齐青黄釉敛口罐(0001)等，均与河北北齐高润墓出土的酒罐相符。

### 蒸馏酒时代
在此之后，从隋、唐、宋、辽、金直到元代（即从中国史上的6——14世纪），一种使用乾和工艺酿造的汾酒，当时被称为乾和酒、乾酿酒或乾酢酒，连续800年称雄酒坛，历隋、唐、宋、辽、金、元而不衰。
- 李肇撰写的《唐国史补》所载唐代名酒有：“河东之乾和、葡萄，郢州之富水，乌程之若下，荥阳之上窟春，富平之石冻春，剑南之烧春，岭南之灵溪，博罗、宜城之九酝，浔阳之湓水，京城之西市腔、虾蟆陵、郎官清、阿婆清。又有三勒浆类洒，法出波斯，三勒者，谓摩勒，毗梨勒，诃梨勒。”
- 北宋朱翼中《北山酒经》曰：“唐时汾州有乾酿。”
- 北宋窦革《酒谱》云：“唐人言酒美者，有河东乾和。”又云：“张藉诗云，‘酿酒爱乾和’，即今人不入水也，汾间以为贵品，名之曰乾酢酒。”
- 北宋张能臣《酒名记》载：“汾州甘露堂(当时汾酒‘乾和’工艺的代表)最有名。”
- 元代宋伯仁《酒小史》罗列当时全国名酒，“汾州乾和酒”又列其中，並云“乾和仍有名”。

这时汾酒（乾和）在汾清的基础上发生了两项重要工艺突破。
- 一是“乾和”酿造工艺的发明。“乾和”汾酒选用优质粱米为原料，以河东神曲（《齐民要术》）为糖化发酵剂。其工艺特点如下：蒸米时，锅底水加入花椒以串味，将饭捣烂冷却，加曲进行糖化，浸泡数十天。压榨取得第一次酒液后，再加入粱米，蒸製、冷却、加曲、进行第二次糖化。然后将第—次酒液加人第二次糖化醅中，入缸密封，经陈酿、压榨、过滤等工序而成。
- 二是率先将蒸馏技术使用到酿酒中来，在乾和工艺的基础上，两次发酵，两次蒸馏，形成了熟料拌曲、乾和入瓮发酵、蒸馏製酒的新工艺，这也是现代汾酒工艺的雏形。

此法所得酒，清澈如水，醇香甘洌。名传遐迩，至村中品饮者络绎不绝，每在酒后，都以此酒议名。有因见其度高最易点燃，就称为“火酒”、“烧酒”；有视其无色透明，称为“白酒”，因产于汾州杏花村，又称为“汾白酒”或“杏花白”，还有名“汾白乾”、“老白乾”。此种酒传入朝内，试饮绝佳，遂令汾州进贡。且因其乾和入瓮的酿造技术而定名为“乾和”，又名“乾酿”、“乾酢”。自此，“乾和”汾酒遂成为朝廷贡酒，驰名全国。杏花村的酿酒由此进入蒸馏酒时代。
宋代，杏花村酒家林立，产销两旺，每年端午节时都要举办“花酒会”。并以八槐街为中心，逐渐形成以“甘露堂”、“醉仙居”、“杏花春”为主的多达70餘家酒垆的酒乡闹市。宋时，汾酒仍称乾和，每年向朝廷贡酒，均由甘露堂取酒进贡，所以宋时汾酒又被称为“甘露堂”。
元代，中国的蒸馏白酒得到了较大的发展和普及，尤其在北方逐步与黄酒平分秋色。杏花村在宋时发展起来的羊羔酒，在元代经过工艺改革，成酒后色如冰清，香如幽兰，味赛甘露，成为酒中佳品，闻名全国。不仅国人称道，外国人也嗜饮，政府由是将羊羔酒以山西特产出口英、法等国，並在出口酒瓶上贴上杏花村标签，这也是中国酒第一次贴标出口。从此，山西杏花村的羊羔酒在世界崭露头角。至元末，杏花村各酒坊所产之酒作为汾州府最重要的产品，几乎成为汾州府的代名词，故杏花村各酒坊的所产酒开始被统称为“汾酒”，销往省外和国外的酒则署名“山西汾酒”。
明末李自成进军北京，路经杏花村畅饮汾酒，赞誉为“尽善尽美”。
清李汝珍在《镜花缘》一书九十六回的牌中，列举当时全国知名酒类五十餘种，其中推汾酒为首。
中华民国时期，杏花村酒业被义泉泳酒坊统一，汾酒酿造由此进入近代化，1919年1月，由阎锡山责令其副官集资设立晋裕汾酒有限公司在太原正式成立，並吞併了杏花村的大小酒家。经营方式为由义泉泳供酒，晋裕公司经销。1932年晋裕公司彻底购买义泉泳的一切房产、招牌及生产工具，兼并了义泉泳之后，晋裕公司进入了它的黄金时代。据资料记载：晋裕公司1930年的纯收益为3683元8角，吞并义泉泳以后，利润大大增加，1935年纯收益上升为8377元2角，到1936年，又增加到12544元7角，每股红利7．5元，红利率高达士5％。日产酒达到2000市斤，並新建扩建了太原罐头厂、新华泰料器厂、平遥面粉厂、杏花村晋裕酿造厂和义泉泳造酒厂，成为当时中国规模最大的白酒企业。
1948年，国营杏花村汾酒厂成立，垄断汾酒生产至今（原国营杏花村汾酒厂改组为现杏花村汾酒集团）。

## 文学作品和传说典故

### 相关文学作品
- 唐代诗人李白在汾阳“醉校古碑”处写下：“琼杯绮食青玉案，使我醉饱无归心”。
- 唐代诗人杜牧在清明节路过杏花村的时候留下名作：“清明时节雨纷纷，路上行人欲断魂，借问酒家何处有，牧童遥指杏花村”的诗句，不过有说法称杜牧此诗写于安徽池州，但是目前这两种说法都没有强有力的史料考证作为支持。(反对者认为杜牧曾任池州刺史，唐时池州附近也有名为杏花村的著名酒产地，因而本诗应作于池州任所，且反对者相信杜牧生平从未到过河东道。而支持此诗作于汾阳的人认为，杜牧的《樊川文集》中有一首题为《并州道中》的诗篇，记载了他在河东道游历醉酒的情况，足以证明杜牧确曾到过河东道)
- 唐代诗人张籍诗和左司元郎中秋居:有地唯栽竹，无池亦养鹅。学书求墨迹，酿酒爱乾和。古镜铭文浅，神方谜语多。居贫闲自乐，豪客莫相过。
- 清代小说镜花缘第九十六回:接过粉牌，只见上面写著，山西汾酒、江南沛酒、真定煮酒、潮洲濒酒、湖南衡酒、饶州米酒、徽州甲酒、陕西灌酒、湖州浔酒、巴县咋酒、贵州苗酒、广西瑶酒、甘肃酒乾……
- 清代《两般秋雨庵》：“……不得不推山西之汾酒、潞酒，然禀性刚烈，弱者恿焉，故南人勿尚也”。
- 1960年谢觉哉在杏花村题诗：“逢人便说杏花村，汾酒名牌天下闻。草长莺飞春已暮，我来仍是雨纷纷。”

### 传说典故
- 《北齐书》卷十一载：“河南康舒王孝瑜，字币德，文襄长子也，初封河南郡公，齐受禅，晋爵为王。历任中书令、司州牧。”“初，孝瑜养于神武宫中，与武成同年相爱。将诛杨谙等，孝瑜于其谋。乃武成即位。礼遇特隆。帝在晋阳，手敕之曰：，‘吾饮汾清二杯，劝汝于邺酌两杯。’其亲爱如此。”
- 明末农民军领袖李自成进军北京，路经杏花村畅饮汾酒，赞誉为“尽善尽美”，因而杏花村又名尽善村。
- 杏花村古井旁墙壁上刻有明末清初著名学者傅山题写的字匾“得造花香”，并有“申明亭酒泉记”石碑一座，刻有赞美井水“其味如醴，河东桑落不足比其甘馨，禄俗梨春不足方其清洌。”

## 主要产品及衍生产品

### 主要产品

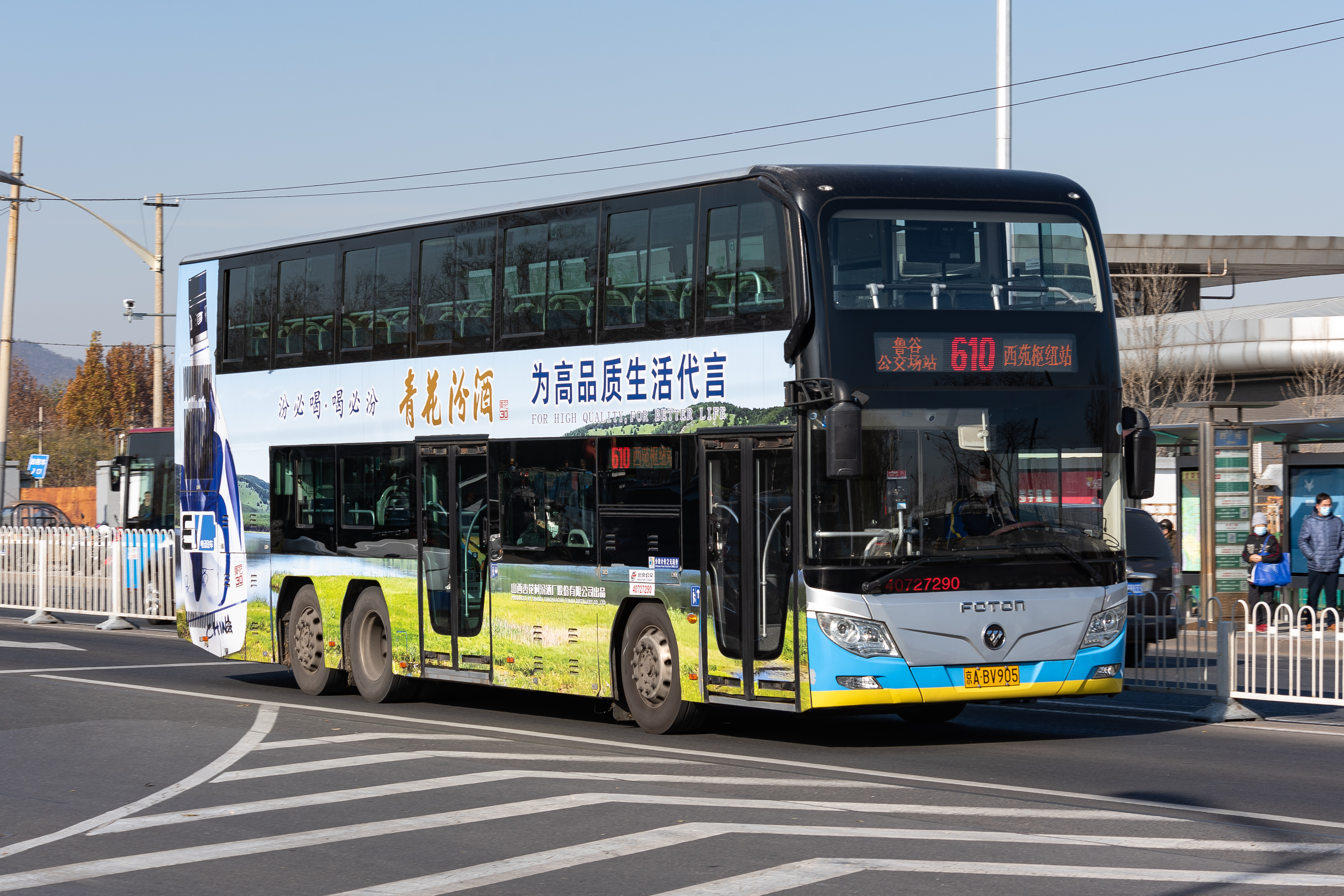
青花汾酒巴士廣告

- 老白汾酒
- 兰花系列汾酒
- 国藏系列汾酒
- 牧童系列汾酒
- 38度汾酒
- 45度汾酒
- 53度汾酒

### 衍生产品
- 竹叶青酒